# Cimadolmo
Cimadolmo är en ort och kommun i provinsen Treviso i regionen Veneto i Italien. Kommunen hade 3 409 invånare (2018).